# Dakos
Dakos (grec: ντάκος), també coneguts com a koukouvagia (κουκουβάγια) i paksimadi (παξιμάδι), és un plat de preparació senzilla i ràpida de Creta, Grècia. Al pa d'ordi, que pot estar remullat, se li afegeix una base de tomaca i, damunt d'aquesta, formatge feta o mizithra de Creta tallat en daus. Es condimenta amb oli, sal, orenga i, opcionalment, pebre i olives.